# Indisch Maçonniek Tijdschrift
Het Indisch Maçonniek Tijdschrift (IMT) was een Nederlandstalig tijdschrift dat tussen 1895 en 1949 verscheen in Nederlands-Indië en later Indonesië. Het fungeerde als officieel orgaan van de Provinciale Grootloge van Nederlands-Indië en diende als belangrijk communicatiekanaal voor de vrijmetselarij in de regio.

## Geschiedenis

### Oprichting en vroege jaren (1895–1910)
Het tijdschrift werd opgericht in 1895 en verscheen maandelijks. Het bood nieuws, artikelen en vertalingen van maçonnieke werken en diende als platform voor de loges in de kolonie om ideeën en ontwikkelingen te delen.

### Splitsing in twee edities (1910–1942)
In 1910 werd het tijdschrift opgesplitst in een Indische en een Nederlandse editie:
- Indisch Maçonniek Tijdschrift – Indisch gedeelte (1910–1942, 1946–1949): Gericht op de loges in Nederlands-Indië. Bevatte onder meer vertalingen van maçonnieke werken, waaronder die van A.E.F. Junod. De publicatie werd onderbroken tijdens de Japanse bezetting van Nederlands-Indië (1942–1946).
- Indisch Maçonniek Tijdschrift – Nederlands gedeelte (1910–1936): Gericht op vrijmetselaren in Nederland. Ook uitgegeven als het Maçonniek Tijdschrift.

Na de oorlog werd alleen het Indisch gedeelte voortgezet.

### Voortzetting (1949–1957)
Na de Indonesische onafhankelijkheid werd het tijdschrift verschillende keren hernoemd:
- Maçonniek Tijdschrift voor Indonesië (1949–1955): Voortzetting van het IMT – Indisch gedeelte, gericht op de situatie van de vrijmetselarij in het onafhankelijke Indonesië.
- Maçonniek Tijdschrift Zuid-Oost Azië (1955–1956): Reflecteerde de veranderende geopolitieke verhoudingen en de verplaatsing van maçonnieke activiteiten naar een bredere regio.
- Mededelingenblad Provinciale Grootloge voor Zuid-Oost Azië (1956–1957): De laatste fase van het tijdschrift, voordat de publicatie in 1957 werd stopgezet.

## Inhoud en betekenis
Het Indisch Maçonniek Tijdschrift en zijn opvolgers speelden een belangrijke rol in de documentatie en verspreiding van maçonnieke kennis in Nederlands-Indië en later Indonesië. De tijdschriften vormden een waardevolle bron voor historisch onderzoek en boden een platform voor vrijmetselaren om kennis uit te wisselen en logeberichten te publiceren.
De inhoud bestond onder andere uit:
- Maçonnieke symboliek en filosofie – Beschouwingen over rituelen en de diepere betekenis van de vrijmetselarij.
- Historische bijdragen – Artikelen over de ontwikkeling van de vrijmetselarij in Nederlands-Indië en de bredere koloniale context.
- Verslagen van bijeenkomsten en logeactiviteiten – Rapportages van zittingen, festiviteiten en belangrijke gebeurtenissen.
- Boekrecensies – Besprekingen van relevante publicaties, zowel nationaal als internationaal.
- Officiële mededelingen – Besluiten en beleidsupdates van het Provinciaal Hoofdbestuur.

Gedurende ruim 60 jaar weerspiegelde het tijdschrift en zijn opvolgers de maatschappelijke en spirituele kwesties binnen de Indische vrijmetselarij en documenteerde het de veranderende positie van de loges in de regio.